# Kojima Engineering
Pour le créateur de Metal Gear, voir Hideo Kojima.
Kojima Engineering (コジマエンジニアリング, Kojima enjiniaringu) est une ancienne écurie japonaise de sport automobile. Présente pendant plusieurs années dans le championnat du Japon de Formule 2, Kojima a également conçu une Formule 1 qui a participé aux deux premiers Grands Prix du Japon en 1976 et 1977. Si Kojima Engineering n'a disputé que deux Grands Prix de Formule 1 et couvert seulement 602 km (soit 138 tours) elle a réussi l'exploit de réaliser un meilleur tour en course en 1976 grâce à Masahiro Hasemi sur la KE007.

## Historique

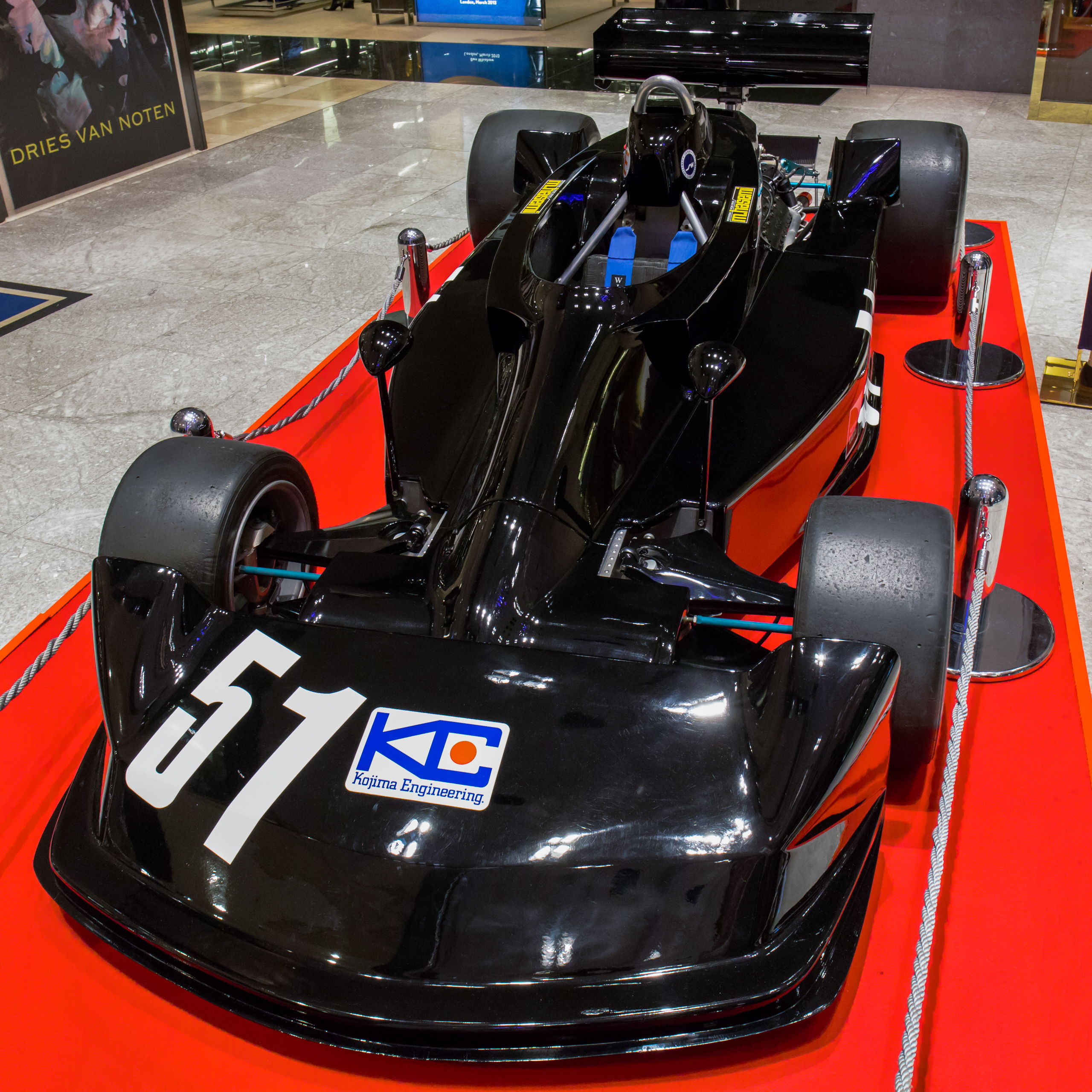
Kojima KE007 exposée à Yurakucho.

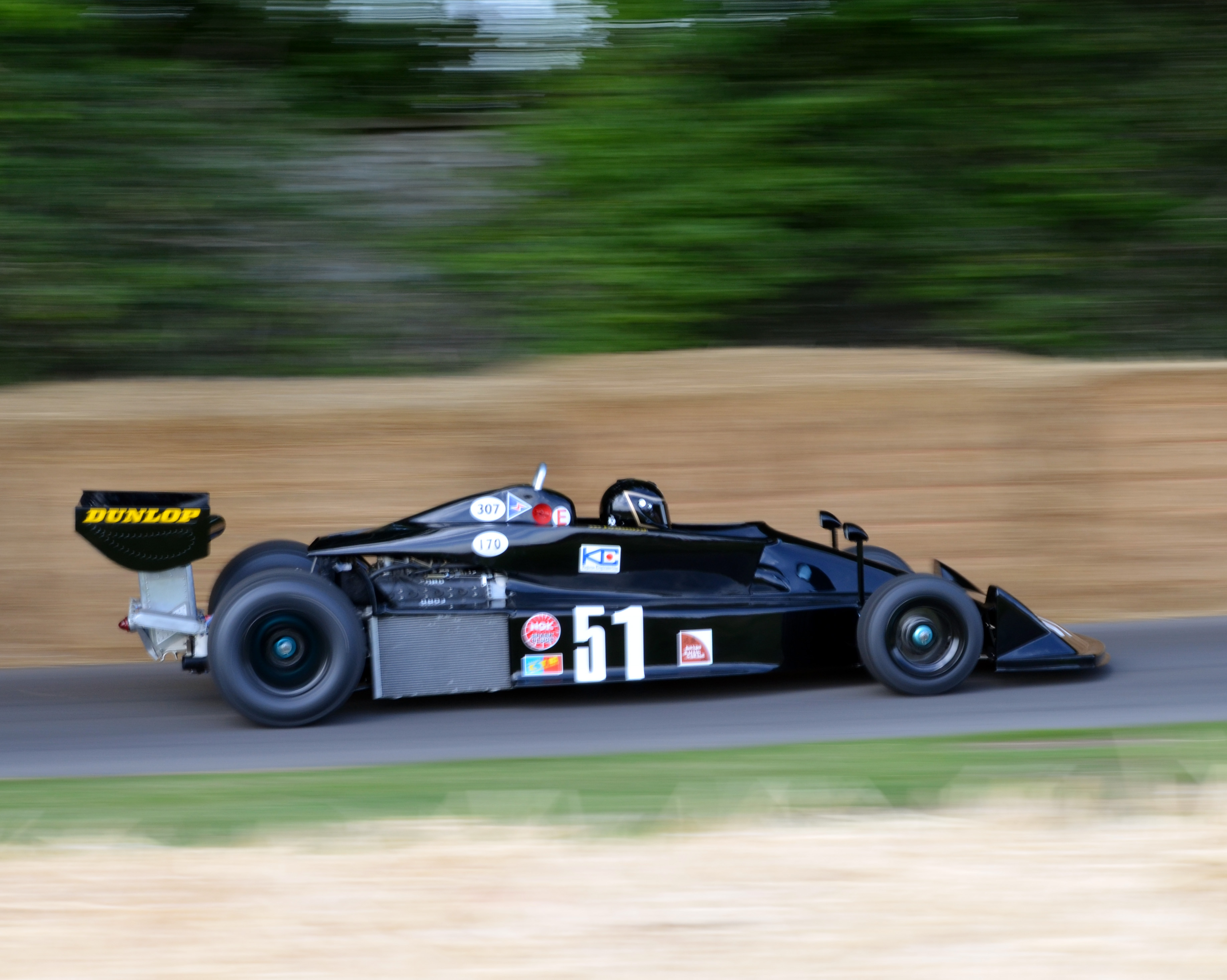
La Kojima KE007 au Goodwood Festival of Speed en 2015.

L'écurie de course automobile Kojima est fondée au milieu des années 1970 par Matsuhisa Kojima, un entrepreneur qui a fait fortune dans le négoce de bananes. Matsuhisa Kojima est un grand passionné de sports mécaniques qui a notamment participé à des compétitions motocyclistes.
Après avoir engagé des voitures en championnat du Japon de Formule 2, Kojima fait construire un châssis de Formule 1 destiné à participer au Grand Prix du Japon 1976, première édition organisée au Japon, sur le circuit du Mont Fuji. Comme toutes les kit-cars de l'époque, la KE007 est mue par un classique V8 DFR Cosworth et chaussée de pneus Dunlop. La KEE 007 est dessinée par Masao Ono, ancien concepteur chez Maki, une autre écurie japonaise, présente sur le circuit de la Formule 1 depuis 1974 sans avoir toutefois obtenu le moindre résultat (aucun classement en 12 engagements). Le premier Grand Prix d'une Kojima coïncide d'ailleurs avec l'ultime d'une Maki. Comme sa devancière chez Maki, la monoplace Kojima semble très bien finie aérodynamiquement et, confiée au pilote local Masahiro Hasemi qui connaît le circuit par cœur et démontre rapidement tout son potentiel. Hasemi, en effet, obtient une qualification en dixième position sur la grille alors que Tony Trimmer, sur la Maki, ne parvient pas à se qualifier. En course Hasemi est en butte à des problèmes de monte pneumatique qui le relèguent rapidement à l'avant-dernière place (dix-huitième au vingt-cinquième tour), mais, profitant des retraits volontaires de certains pilotes (Niki Lauda, Carlos Pace, Emerson Fittipaldi, Larry Perkins) et des abandons successifs dus aux conditions atmosphériques effroyables, il termine onzième et dernier classé à sept tours du vainqueur Mario Andretti.
Mais Hasemi et Kojima se font particulièrement remarquer en réalisant officiellement le meilleur tour en course en 1 min 18 s 23 à 200,593 km/h. Toutefois, la réalité de cette performance demeure sujette à caution tant le déroulement de la course a été confus, la direction de course dépassée et les commissaires empreints d'un grand nationalisme : le meilleur tour en course d'Hasemi sur la Kojima a été officiellement réalisé au vingt-cinquième tour alors que, dans ce même tour, le Japonais s'est fait dépasser par Jacques Laffite, Jean-Pierre Jarier et Hans Binder. Officieusement, Laffite, sur Ligier, a réalisé le tour le plus rapide.
L'année suivante, Kojima s'engage à nouveau en championnat du monde de Formule 1 pour participer uniquement à son épreuve nationale. La KE009, à nouveau conçue par Masao Ono, reçoit désormais des gommes Bridgestone pour renforcer l'image de monoplace nationale. Elle est jugée difficile à conduire par les pilotes qui ne parviennent pas à la faire briller. L'écurie officielle confie sa machine à Noritake Takahara, célèbre pour être devenu, en 1974, le premier pilote japonais de l'histoire de la Formule 1 en participant à l'International Trophy disputé hors-championnat à Silverstone. Takahara a déjà disputé le Grand Prix du Japon l'année précédente où, malgré une qualification en vingt-quatrième et dernière position sur la grille, il rallie l'arrivée à la neuvième place. Une seconde Kojima est engagée par l'écurie privée Heros Racing de Kazuyoshi Hoshino qui a déjà participé à l'épreuve l'année précédente sur une Tyrrell 007 (vingt-et-unième seulement sur la grille, il atteint la troisième place du classement avant d'abandonner).
Avec deux pilotes d'expérience, Kojima pense briller en course. Les qualifications se déroulent difficilement pour l'écurie officielle puisque Takahara n'obtient qu'une dix-neuvième place sur la grille, largement dominé par la Kojima semi-officielle d'Hoshino, onzième au départ. Hoshino, à la suite du carambolage du premier tour avec Mario Andretti et Hans Binder abandonne immédiatement et ne profite pas de sa belle performance en qualification. Son compatriote est vite relégué en fond de classement (seizième et avant-dernier au sixième tour) mais fait preuve d'acharnement pour recevoir le drapeau à damiers en onzième position à deux tours du vainqueur James Hunt.
Ce Grand Prix reste le dernier pour Kojima en Formule 1, l'écurie se contentant de poursuivre uniquement la compétition en championnat du Japon jusqu'au milieu des années 1980. Les Kojima avaient un potentiel supérieur à celui d'autres écuries privées, notamment sa compatriote Maki.

## Résultats en championnat du monde de Formule 1
- Meilleur tour en course au Grand Prix du Japon 1976, avec Masahiro Hasemi, en 1 min 18 s 23 à la vitesse moyenne de 200,593 km/h.

| Saison | Écurie             | Châssis      | Moteur           | Pneus       | Pilotes           | Grands Prix disputés | Points inscrits | Classement |
| ------ | ------------------ | ------------ | ---------------- | ----------- | ----------------- | -------------------- | --------------- | ---------- |
| 1976   | Kojima Engineering | Kojima KE007 | Ford-Cosworth V8 | Dunlop      | Masahiro Hasemi   | 1                    | 0               | Non classé |
| 1977   | Kojima Engineering | Kojima KE009 | Ford-Cosworth V8 | Bridgestone | Noritake Takahara | 1                    | 0               | Non classé |

| Saison | Écurie             | Châssis | Moteur               | Pneus | Pilotes           | Courses | Courses | Courses | Courses | Courses | Courses | Courses | Courses | Courses | Courses | Courses | Courses | Courses | Courses | Courses | Courses | Courses | Points inscrits | Classement |
| Saison | Écurie             | Châssis | Moteur               | Pneus | Pilotes           | 1       | 2       | 3       | 4       | 5       | 6       | 7       | 8       | 9       | 10      | 11      | 12      | 13      | 14      | 15      | 16      | 17      | Points inscrits | Classement |
| ------ | ------------------ | ------- | -------------------- | ----- | ----------------- | ------- | ------- | ------- | ------- | ------- | ------- | ------- | ------- | ------- | ------- | ------- | ------- | ------- | ------- | ------- | ------- | ------- | --------------- | ---------- |
| 1976   | Kojima Engineering | KE007   | Ford-Cosworth DFV V8 | D     |                   | BRÉ     | AFS     | USO     | ESP     | BEL     | MON     | SUÈ     | FRA     | GBR     | ALL     | AUT     | P-B     | ITA     | CAN     | USE     | JAP     |         | 0               | nc         |
| 1976   | Kojima Engineering | KE007   | Ford-Cosworth DFV V8 | D     | Masahiro Hasemi   |         |         |         |         |         |         |         |         |         |         |         |         |         |         |         | 11e     |         | 0               | nc         |
| 1977   | Kojima Engineering | KE009   | Ford-Cosworth DFV V8 | B     |                   | ARG     | BRÉ     | AFS     | USO     | ESP     | MON     | BEL     | SUÈ     | FRA     | GBR     | ALL     | AUT     | P-B     | ITA     | USE     | CAN     | JAP     | 0               | nc         |
| 1977   | Kojima Engineering | KE009   | Ford-Cosworth DFV V8 | B     | Noritake Takahara |         |         |         |         |         |         |         |         |         |         |         |         |         |         |         |         | Abd     | 0               | nc         |

Légende : ici
| Saison | Écurie                        | Pilote            | Châssis      | Moteur        | Pneus       | Grand Prix disputé |
| ------ | ----------------------------- | ----------------- | ------------ | ------------- | ----------- | ------------------ |
| 1977   | Heros Racing Corporation (en) | Kazuyoshi Hoshino | Kojima KE009 | Ford-Cosworth | Bridgestone | Japon              |